# Комори на Светском првенству у атлетици на отвореном 2013.
Комори су учествовали на Светском првенству у атлетици на отвореном 2013. одржаном у Москви од 10. до 18. августa десети пут. Репрезентацију Комора представљао је један такмичар који се такмичио у трци на 400 м препоне.
На овом првенству Комори нису освојиле ниједну медаљу. Није било ни нових рекорда.

## Учесници
Мушкарци:
- Маулида Даруече — 400 м препоне

## Резултати

### Мушкарци
| Атлетичар       | Дисциплина    | Лични рекорд | Квалификације | Квалификације | Полуфинале           | Полуфинале           | Финале               | Финале       | Детаљи |
| Атлетичар       | Дисциплина    | Лични рекорд | Резултат      | Место         | Резултат             | Место                | Резултат             | Место        | Детаљи |
| --------------- | ------------- | ------------ | ------------- | ------------- | -------------------- | -------------------- | -------------------- | ------------ | ------ |
| Маулида Даруече | 400 м препоне | 51,79 НР     | 53,28         | 7. у гр 2     | Није се квалификовао | Није се квалификовао | Није се квалификовао | 35 / 35 (37) |        |